# Bolivia (Carolina del Nord)
Bolivia és una població dels Estats Units i seu del comtat de Brunswick a l'estat de Carolina del Nord. Segons el cens del 2000 tenia 148 habitants.

## Demografia
Segons el cens del 2000, Bolivia tenia 148 habitants, 58 habitatges i 45 famílies. La densitat de població era de 86,6 habitants per km².
Dels 58 habitatges en un 31% hi vivien nens de menys de 18 anys, en un 55,2% hi vivien parelles casades, en un 17,2% dones solteres, i en un 22,4% no eren unitats familiars. En el 19% dels habitatges hi vivien persones soles el 15,5% de les quals corresponia a persones de 65 anys o més que vivien soles. El nombre mitjà de persones vivint en cada habitatge era de 2,55 i el nombre mitjà de persones que vivien en cada família era de 2,84.
Per edats la població es repartia de la següent manera: un 25,7% tenia menys de 18 anys, un 5,4% entre 18 i 24, un 26,4% entre 25 i 44, un 20,9% de 45 a 60 i un 21,6% 65 anys o més.
L'edat mediana era de 38 anys. Per cada 100 dones de 18 o més anys hi havia 74,6 homes.
La renda mediana per habitatge era de 33.125 $ i la renda mediana per família de 35.625 $. Els homes tenien una renda mediana de 26.250 $ mentre que les dones 20.000 $. La renda per capita de la població era de 12.973 $. Entorn del 7,3% de les famílies i el 13,5% de la població estaven per davall del llindar de pobresa.

## Poblacions més properes
El següent diagrama mostra les poblacions més properes.